# 怪物王女 オリジナル・サウンドトラック Sympathy for the Belonephobia
『怪物王女 オリジナル・サウンドトラック Sympathy for the Belonephobia』（かいぶつおうじょ オリジナル・サウンドトラック シンパシー フォー ザ ベロネフォビア）は、テレビアニメ『怪物王女』のオリジナルサウンドトラック。2007年10月3日にMellowHeadから発売された。アーティスト名表記はALI PROJECTとなっている。

## 概要
テレビアニメ版『怪物王女』の作中で使用された楽曲が収録されている。作曲はオープニングテーマとして採用された「BLOOD QUEEN (TV size)」以外の全曲を、ALI PROJECTの片倉三起也が担当した。アルバムや楽曲のタイトルに使用されている「Belonephobia（ベロネフォビア）」とは先端恐怖症のこと。
ボーカル曲は4曲収録されている。そのうちの2曲はテレビアニメ版のオープニングテーマ「BLOOD QUEEN」・エンディングテーマ「跪いて足をお嘗め」のそれぞれショートサイズ（それぞれシングルが発売されているが、2012年1月現在、両者ともこのバージョンは再収録されていない）、ほかの2曲は作中で使用されたALI PROJECTの新録曲で、ボーカルはALI PROJECTの宝野アリカが務めた（こちらは後にLa Vita Romanticaに再収録されている）。このほか、一部楽曲のコーラスも宝野が担当している。

## 収録曲
曲名の表記はジャケットの収録曲一覧を参考とした。特記のある場合を除いて作曲は片倉三起也が、編曲は平野義久がそれぞれ担当している。
- 「地獄の吸血パレード」には、BIG FISH AUDIO社のサンプルパック「HARD TRACKS FOR CINEMA」より「13 HNM Synth02」「43 HNM Synth03」「43 HNM Synth04」が利用されている。
- 「血塗れ野獣舞曲」には、BIG FISH AUDIO社のサンプルパック「HARD TRACKS FOR CINEMA」より「20 HNM Synth01」「22 HNM Guitar02」が利用されている。
- 「舞踏蜘蛛ミッドナイト」には、BIG FISH AUDIO社のサンプルパック「HARD TRACKS FOR CINEMA」より「03 HNM Synth01」「03 HNM Synth05」が利用されている。同音源は、『.hack//Roots O.S.T. 2』の「Forest Cruise」においても利用されている。
- 「逢魔ヶ恋」には、間奏にモーリツ・モシュコフスキ作曲『10のかわいい小品 第3番 無言歌 』の旋律が引用されている。

| #   | タイトル                                    | 作詞 | 作曲・編曲 | 備考・その他                                                       |
| --- | ------------------------------------------- | ---- | ---------- | ------------------------------------------------------------------ |
| 1.  | 「逢魔ヶ恋 (Bloody Baptisma)」              |      |            |                                                                    |
| 2.  | 「サスパンデュー乙女」                      |      |            |                                                                    |
| 3.  | 「地獄の吸血パレード」                      |      |            |                                                                    |
| 4.  | 「血塗れ野獣舞曲」                          |      |            |                                                                    |
| 5.  | 「サトゥルヌスの悲劇」                      |      |            |                                                                    |
| 6.  | 「舞踏蜘蛛ミッドナイト」                    |      |            |                                                                    |
| 7.  | 「インソムニアの夢ギロチン」                |      |            |                                                                    |
| 8.  | 「王的血族 (vocal)」(ALI PROJECT)           |      |            | ボーカル・作詞: 宝野アリカ; 作曲・編曲: 片倉三起也                 |
| 9.  | 「撲殺ロック」                              |      |            |                                                                    |
| 10. | 「逢魔ヶ恋 (Hieronymusic Vibration)」       |      |            |                                                                    |
| 11. | 「ベロネフォビアに捧げるバラッド」          |      |            |                                                                    |
| 12. | 「三日月の怪物庭園」                        |      |            |                                                                    |
| 13. | 「時計仕掛けの聖母像」                      |      |            |                                                                    |
| 14. | 「破戒コンダクター」                        |      |            |                                                                    |
| 15. | 「異形のさだめ」                            |      |            |                                                                    |
| 16. | 「鬼畜踊る深き森」                          |      |            |                                                                    |
| 17. | 「ベロネフォビアの晩餐会」                  |      |            |                                                                    |
| 18. | 「蝋細工のラグタイム」                      |      |            |                                                                    |
| 19. | 「跪いて足をお嘗め (Strings Arranged)」     |      |            |                                                                    |
| 20. | 「逢魔ヶ恋 (vocal)」(ALI PROJECT)           |      |            | ボーカル・作詞: 宝野アリカ; 作曲・編曲: 片倉三起也                 |
| 21. | 「傷口に鋏を立てて」                        |      |            |                                                                    |
| 22. | 「さらば愛しきチェーンソー」                |      |            |                                                                    |
| 23. | 「終りなき葬送曲」                          |      |            |                                                                    |
| 24. | 「天使論者のセレナード」                    |      |            |                                                                    |
| 25. | 「蕩う光、或はその熱り」                    |      |            |                                                                    |
| 26. | 「覚醒ベロネフォビア」                      |      |            |                                                                    |
| 27. | 「666番目の原罪」                           |      |            |                                                                    |
| 28. | 「宿命に抗いしもの」                        |      |            |                                                                    |
| 29. | 「全滅墓場より愛をこめて」                  |      |            |                                                                    |
| 30. | 「BLOOD QUEEN (TV size)」(美郷あき)         |      |            | ボーカル: 美郷あき; 作詞: 畑亜貴; 作曲: 黒須克彦; 編曲: 鈴木マサキ |
| 31. | 「跪いて足をお嘗め (TV size)」(ALI PROJECT) |      |            | ボーカル・作詞: 宝野アリカ; 作曲・編曲: 片倉三起也                 |